# Lind Skole
Lind Skole fik sin nuværende placering i 1916. Skolen er Herning Kommunes ældste skole, og har 718 (2012) elever fordelt på 34 (2011) klasser fra børnehaveklasse til 9. klasse. Det er dermed også kommunens største skole.

## Skolens historie
I 1742, begyndte undervisningen i et gammelt lyngtækket, lerklinet jordløst degnebo beliggende "på fortovet af Rind Kirke" – som der står i indberetningen til Biskop Brorson i Ribe. 
I 1776 blev der bygget et nyt skolehus af soltørrede mursten og med stråtag. Det
eksisterer den dag i dag og er en af kommunens ældste bygninger.
Omkring 1805 flyttedes skolen til Lind på den grund, der i dag er Vester Lindvej nr. 17.
I 1916 blev skolen flyttet om på Kollundvej, og den gamle skole på Vester Lindvej blev solgt.
I 1960 fik Lind by vokseværk, og det var nødvendigt med en udvidelse af skolen. 
Fra 1959-1974 udviklede Lind Skole sig fra en lille landsbyskole til en stor centralskole med over 900 elever fra børnehaveklasse til 10. årgang, hvorfor endnu en skole i Lind, Højgårdskolen blev bygget i 1977.